# Ω-7脂肪酸
ω-7脂肪酸（オメガ-セブンしぼうさん、Omega-7 fatty acid）は、不飽和脂肪酸の分類の1つであり、不飽和結合の位置が炭素鎖の端から7番目の炭素であるものである。天然に存在する2つの代表的なω-7脂肪酸は、パルミトレイン酸とバクセン酸である。保湿性を有するため、化粧品に広く利用されている。ω-7脂肪酸に富む食品は、HDLコレステロール値を高めてLDLコレステロール値を下げるなどの健康効果が示されている。
ω-7脂肪酸はパルミトレイン酸の形でマカダミア油とシーバックソーン油に、バクセン酸とルーメン酸は乳製品に豊富に含まれる。アボカドの果実は量は少ないものの有用な供給源である（25,000 ppm）。
一価不飽和ω-7脂肪酸の一般式は、CH3-(CH2)5-CH=CH-(CH2)n-CO2Hである。
| 一般名           | 脂質名     | 正式名                   |
| ---------------- | ---------- | ------------------------ |
| なし             | 12:1 (n−7) | 5-ドデセン酸             |
| なし             | 14:1 (n−7) | 7-テトラデセン酸         |
| パルミトレイン酸 | 16:1 (n−7) | 9-ヘキサデセン酸         |
| バクセン酸       | 18:1 (n−7) | 11-オクタデセン酸        |
| ルーメン酸       | 18:2 (n−7) | オクタデカ-9,11-ジエン酸 |
| パウリン酸       | 20:1 (n−7) | 13-エイコセン酸          |
| なし             | 22:1 (n−7) | 15-ドコセン酸            |
| なし             | 24:1 (n−7) | 17-テトラコセン酸        |

## 代謝
炭素数が16と18のω-7不飽和脂肪酸は、体内で非選択的な脂肪酸不飽和化酵素によって炭素数が18と20の高度不飽和脂肪酸へと変換されることが知られている。同じ酵素はω-3、ω-6、ω-9脂肪酸にも作用する。その結果、個々の高度不飽和脂肪酸の比率は食事などの因子のために組織によって大きく異なる可能性があるが、高度不飽和脂肪酸全体としての濃度は生体内で安定に維持される。個々の濃度は、各組織において、細胞膜の維持などに必要なリン脂質合成でどの脂肪酸が利用されるかの決定に大きく影響する。

## 研究

### 糖尿病
ω-7脂肪酸、特にパルミトレイン酸は、糖尿病と関係した状況である、膵臓β細胞のグルコース感受性アポトーシスを低下させることがin vitroで示されている。成体では、新たなβ細胞は幹細胞からの直接的な分化ではなく自己複製によって生じるのが一般的である。このことは、β細胞のアポトーシスの防止がβ細胞集団の安定な維持に重要であることを意味している。ω-7脂肪酸は細胞保護効果を示すため、糖尿病の治療薬候補となっている。また、ω-7脂肪酸はインスリン感受性を改善させることも示されており、ω-7脂肪酸を多く含む食事は糖尿病の発生数の低下との相関がみられる。

### コレステロール
動物研究では、ω-7脂肪酸を多く含む食事はココナッツ油やキャノーラ油を多く含む食事と比較して、HDLコレステロールの増加をもたらすことが示されている。

## 産生

### 乳牛
乳製品は、食事によるω-7脂肪酸の主要な供給源である。しかし、乳牛でのω-7脂肪酸の産生は飼料に大きく依存している。具体的には、乳牛が消費する牧草の比率の低下は牛乳のω-7脂肪酸含量の低下と相関している。ルーメン酸とバクセン酸の濃度は、乳牛の試料から牧草の除去後1週間以内に大きく低下する。このことからは現代的な酪農法では乳製品中の有益な脂肪酸が減少している可能性が示唆される。

### 藻類からの抽出
伝統的なマカダミアナッツなどの供給源は工業スケールでは高価であることが示されており、藻類など新たなω-7脂肪酸に富む供給源が模索されている。二酸化炭素やリン酸水素二カリウム濃度など藻類の生育条件を変えることで、藻類の生合成が脂質へと傾く可能性が示されている。乾燥重量の最大90%を脂質として収穫することが可能である。生の藻類は脱水されて藻類オイルが調製される。藻類オイルは酸による洗浄などによって、極性脂質や金属が除去される。その後、エステル交換反応と精製によって、ω-7脂肪酸とエイコサペンタエン酸の混合物となる。そして結晶化と分離によって目的のω-7脂肪酸が得られる。